# Barcelona Open 2020
Barcelona Open 2020 var en tennisturnering, der skulle have været spillet udendørs på grusbaner i Real Club de Tenis Barcelona-1899 i Barcelona, Spanien i perioden 18. - 26. april 2020. Turneringen blev imidlertid aflyst pga. COVID-19-pandemien.